# Айриев, Армен Теванович
Арме́н Тева́нович Айри́ев (Айрия́н) (7 [20] сентября 1910 — 13 февраля 1966) — советский офицер, участник Великой Отечественной войны (командир эскадрильи 503-го штурмового авиационного полка 206-й штурмовой авиационной дивизии 7-го штурмового авиационного корпуса 8-й воздушной армии Южного фронта, капитан), Герой Советского Союза (1944), майор.

## Биография
Родился 7 (20) сентября 1910 года в селе Туг(Тук, Тох) (ныне Ходжавендский район Азербайджана) в семье армянских крестьян. Большую часть жизни прожил в Узбекистане, где по окончании 2-го курса рабочего факультета работал слесарем Самаркандского завода «Дехканин».
В Красной армии с 1931 года, а уже через год в 1932 году Айриян становится членом ВКП(б)/КПСС, в рядах красной армии заканчивает школу младших авиационных специалистов и Энгельсскую военную авиационную школу пилотов.
С первых дней начала Великой Отечественной войны находится на фронте, занимает должность командира эскадрильи 503-го штурмового авиационного полка (206-я штурмовая авиационная дивизия, 7-й штурмовой авиационный корпус, 8-я воздушная армия, Южный фронт).
Уже к октябрю 1943 года капитан Айриян совершил сто пять боевых вылетов на штурмовку аэродромов, переправ, скоплений живой силы и техники противника. При этом, вверенная ему эскадрилья совершила триста двадцать четыре успешных боевых вылета, в результате которых нанесла значительный урон врагу. Особенно отличился командующий эскадрильей при разгроме Таганрогской группировки противника и освобождении Донбасса.
Указом Президиума Верховного Совета СССР от 13 апреля 1944 года за образцовое выполнение боевых заданий командования на фронте борьбы с немецко-фашистским захватчиками и проявленные при этом мужество и героизм капитану Айриеву Армену Тевановичу присвоено звание Героя Советского Союза с вручением ордена Ленина и медали «Золотая Звезда» (№ 1316).
После войны А. Т. Айриян продолжал служить в ВВС СССР. В 1947 году он окончил курсы усовершенствования офицерского состава ВВС. С 1951 года майор Айриян А. Т. — в запасе. Жил в Ташкенте, работал в Ташкентском горисполкоме.
Скончался 13 февраля 1966 года в Ташкенте, похоронен на Боткинском кладбище.

## Награды
- Медаль «Золотая Звезда» Героя Советского Союза (13.04.1944)
- Орден Ленина
- Два ордена Красного Знамени (1941, 1942)
- Орден Александра Невского
- Орден Красной Звезды
- Медаль «За оборону Сталинграда»
- Медали

## Семья
- Жена — Анна Васильевна Айриева[6].
- Дети — сын и дочь[7].

## Память
- Именем А. Айриева названа одна из улиц Ташкента. В настоящее время улица переименована и называется улица Чилонота.